# Interferometria differenziale SAR

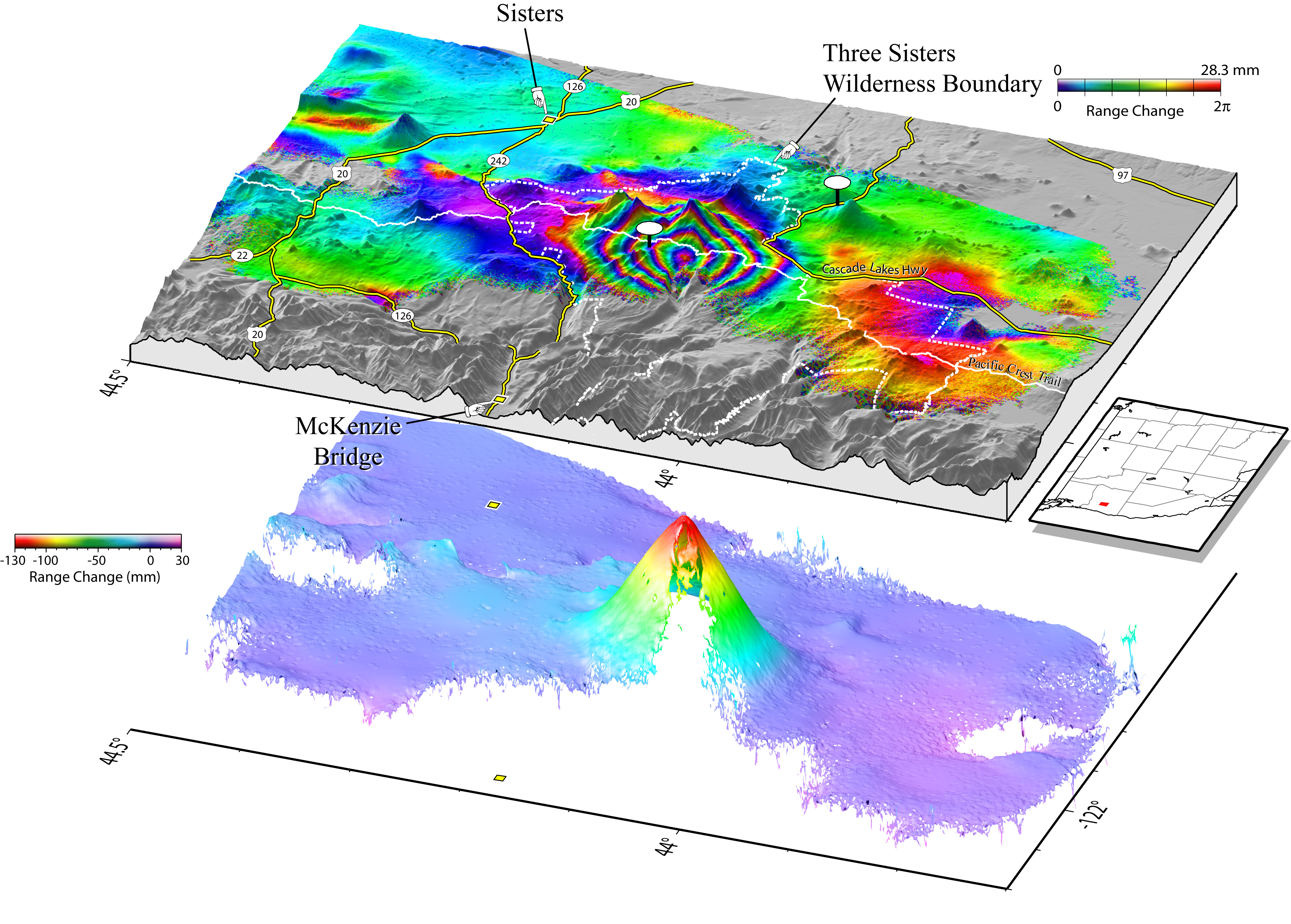
Interferogramma di un vulcano

L'interferometria differenziale SAR, comunemente abbreviata in DInSAR (dall'inglese Differential Interferometry SAR), rappresenta una tecnica di telerilevamento utilizzata principalmente per scopi geodetici. Essa consiste nell'utilizzo di due o più immagini SAR (radar ad apertura sintetica) con il fine di computare un interferogramma per ciascuna coppia, così da rappresentare la variazione in fase tra le due epoche di acquisizione. Questa tecnica può essere utilizzata sia per realizzare modelli digitali di elevazione del terreno che per ottenere mappe spaziali di deformazione, capaci di raggiungere una precisione millimetrica. Questa metodologia trova applicazione in svariati ambiti, dal monitoraggio infrastrutturale allo studio della subsidenza, dalle conseguenze di un evento sismico ad una frana o eruzione vulcanica.

## Strumentazione

### Satellitare

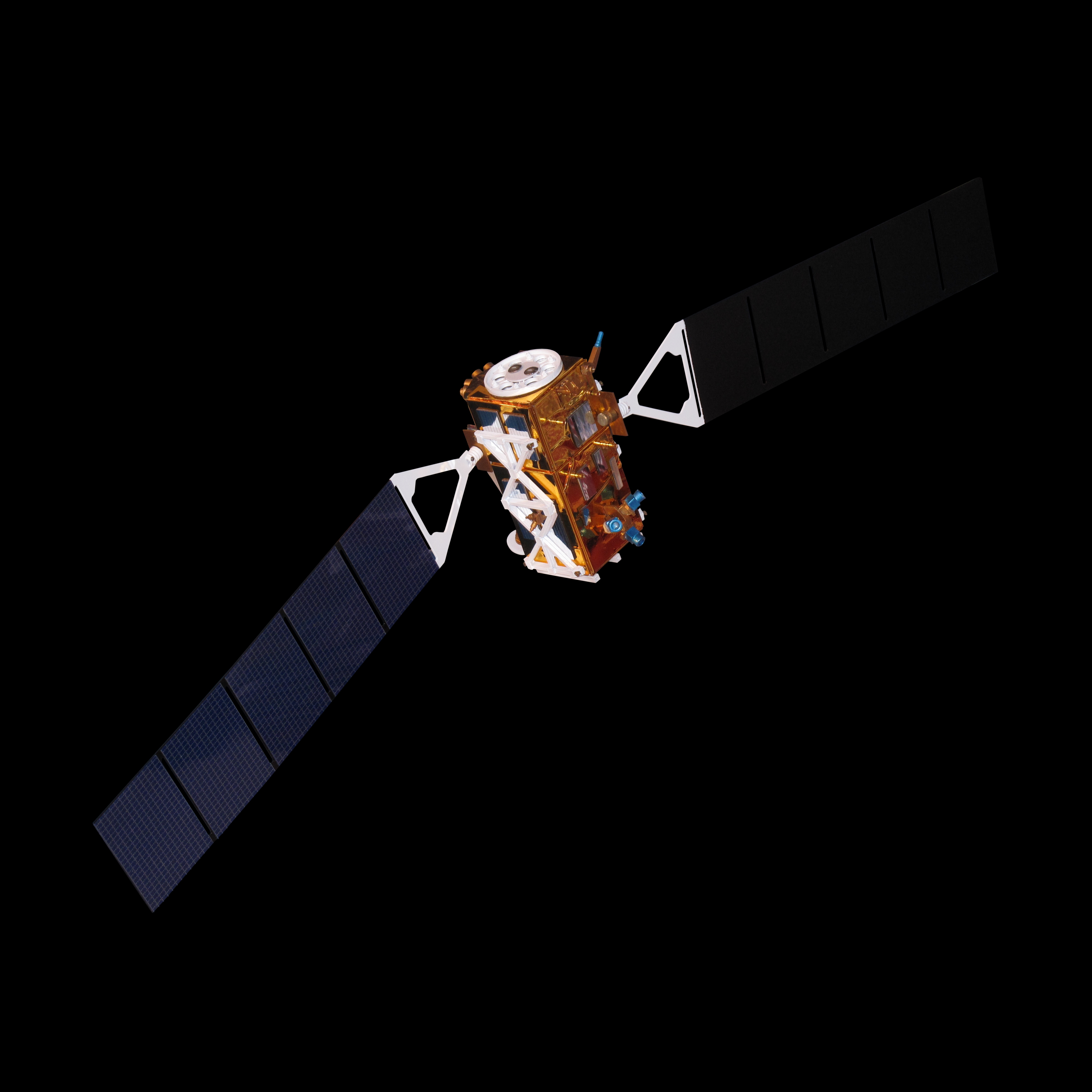
Satellite Sentinel-1

Negli ultimi decenni la quantità di satelliti in orbita dotati di antenne SAR è cresciuta notevolmente, andando di conseguenza a sviluppare svariati ambiti di ricerca collegati alla loro disponibilità. I primi ad essere lanciati in orbita sono stati ERS-1 (1991), JERS-1 (1992), RADARSAT-1 e ERS-2 (1995). Successivamente, la missione NASA STS-99 ha realizzato un modello digitale di elevazione del terreno per mezzo di un'antenna montata sullo Space Shuttle con lo scopo di coprire tutto il globo durante gli 11 giorni in orbita. Più recentemente l'Agenzia Spaziale Europea (ESA) ha lanciato due satelliti gemelli, denominati Sentinel-1A e Sentinel-1B posizionandoli in modo tale da garantire un periodo di rivisita di soli 6 giorni. Negli ultimi anni anche il settore privato, assieme alle varie agenzie nazionali, si è interessato a questo mercato, con il lancio di satelliti quali TerraSAR-X, COSMO-SkyMed, ICEYE e Capella Space per citarne alcuni. La più grande differenza tra la costellazione Sentinel rispetto alle altre private è che essa garantisce un libero accesso ai dati catturati tramite il programma Copernicus, spingendo così la ricerca in questo ambito. Un altro aspetto da tenere in considerazione è la tipologia di sensore utilizzato dai diversi satelliti; infatti, in principio, veniva privilegiata la banda C mentre ultimamente sta venendo esplorata anche la X, in grado di garantire una migliore precisione a terra.

### Terrestre
Esistono anche strumentazioni SAR cosiddette terrestri, che differiscono dalla componente in orbita solamente per il loro luogo di operatività. Essi, infatti, sono solitamente utilizzati per il monitoraggio a corto raggio di frane, versanti montuosi, ecc. I sensori sono comunemente montati su delle rotaie e grazie alla maggiore libertà di posizionamento è quindi possibile utilizzarli anche in tutte quelle situazioni difficilmente visibili dallo spazio a causa di limitazioni geometriche dovute alla direzione di vista del satellite.

## Tecnica

### Radar ad apertura sintetica

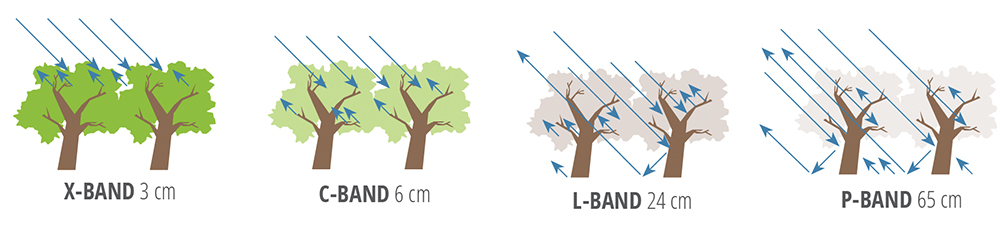
Penetrazione delle diverse bande SAR

Un radar ad apertura sintetica (SAR) è una tipologia di radar che lavora nello spettro delle microonde con il fine di garantire operabilità indipendentemente dal tipo di condizione atmosferica presente al momento dell'ottenimento dell'immagine. Questo rappresenta la più grande differenza rispetto ai sensori ottici, i quali invece non sono in grado di penetrare, per esempio, le nuvole. Inoltre, in base alla lunghezza d'onda propria dello strumento è possibile avere diversi livelli di penetrazione a terra. Per esempio, un segnale in banda C è in grado di superare solo gli strati più superficiali di una foresta, essendo affetto principalmente da scattering volumetrico e di rugosità.
| Banda | Lunghezza d'onda (cm) | Frequenza (GHz) |
| ----- | --------------------- | --------------- |
| X     | 2.4 - 3.7             | 8.0 - 12.5      |
| C     | 3.7 - 7.5             | 4.0 - 8.0       |
| L     | 15 - 30               | 1.0 - 2.0       |
| P     | 30 - 100              | 0.3 - 1.0       |

Il SAR è una tecnica di rilevamento attiva: è lo strumento stesso, ed in particolare l'antenna, ad emettere una radiazione che, una volta raggiunta la superficie terrestre, viene riflessa e catturata dal sensore.

### Ampiezza e Fase

Fase

Un'immagine SAR è, per sua natura, complessa: infatti, ogni pixel contiene informazioni riguardo sia alla fase che all'ampiezza dell'onda ricevuta. In particolare, l'ampiezza è interpretabile come una misura della capacità riflettente della cella a terra, dipendente quindi dalla tipologia di elementi presenti al suo interno e alle loro proprietà dielettriche. La fase è, invece, usata per la determinazione della distanza del sensore dal target a terra e rappresenta la quantità alla base dell'interferometria. La distanza totale dal satellite a terra è nota sulla base del tempo necessario alla radiazione per coprire il percorso nelle due direzioni (andata e ritorno), mentre la quantità frazionale di lunghezza d'onda (fase) è di particolare interesse per la misurazione di precisione (per esempio, delle deformazioni). Purtroppo però la fase è affetta da vari fattori che necessitano di essere rimossi al fine di garantirne una quantificazione il più accurata possibile. L'interferometria fa uso di due o più immagini rappresentanti lo stesso luogo per la creazione del cosiddetto interferogramma, ossia il risultato della differenza delle loro fasi. Essa è espressa in radianti, e, per la natura ciclica del fenomeno, è rappresentata da frange che si ripetono, ciascuna di lunghezza 2π.

### Interferogramma

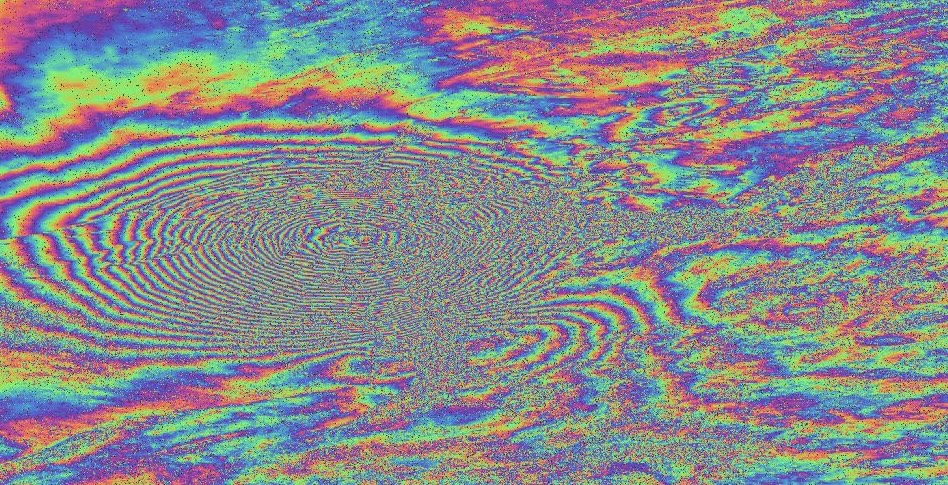
Interferogramma di un terremoto in Iran

Il segnale radar riflesso da ciascuna cella di risoluzione, ossia un pixel, è la combinazione di vari superfici riflettenti (scatterers in inglese) quali montagne, alberi, edifici, manufatti ecc. Questo significa che il segnale riflesso può essere altamente non correlato tra pixel adiacenti nel caso in cui siano presenti vari oggetti che riflettono il segnale in diverse direzioni. In ogni caso, finché questo fenomeno è consistente - questi elementi non cambiano da epoca ad epoca - il segnale riflesso mantiene le stesse caratteristiche nel tempo. Ciò si ripercuote in maniera positiva durante la computazione dell'interferogramma, in quanto essendo costanti queste quantità, esse vengono eliminate dalla differenza delle fasi. Questo è il principale motivo per cui non è possibile applicare l'interferometria a bacini idrografici essendo, appunto, l'acqua incoerente nel tempo.
Sfortunatamente però non tutti i vari contributi alla fase possono essere così facilmente eliminati; infatti, il contributo topografico e atmosferico risultano particolarmente delicati. Per quanto concerne il primo, è possibile rimuoverlo introducendo nel procedimento un modello digitale di elevazione, in modo tale da eliminare il contributo alla fase dovuto alla presenza di una certa quota rispetto alla superficie di riferimento. Il risultato, quindi, sarà fortemente influenzato dall'accuratezza e risoluzione del modello considerato. Il contributo atmosferico, ed in particolare quello dovuto alla troposfera, risulta di ancor più difficile quantificazione e dipendente dal modello utilizzato per la sua rappresentazione.
Tutti i diversi contributi alla fase possono essere quindi riassunti nella seguente formula.
{\displaystyle \varphi _{t}(P)={4\pi  \over \lambda }(R,S,t)+\varphi _{atm}(R,t)+\varphi _{scat}(R,t)+\varphi _{noise}(R,t)}
{\displaystyle P=generico} {\displaystyle target} {\displaystyle sulla} {\displaystyle superficie}
{\displaystyle R=ricevitore}
{\displaystyle S=Satellite}
{\displaystyle t=tempo}
Dove il primo termine è legato alla lunghezza del percorso satellite-ricevitore, il secondo al contributo atmosferico, il terzo alle caratteristiche di ciascun elemento riflettente all'interno della cella di risoluzione e l'ultimo al rumore di misura.

### Procedimento

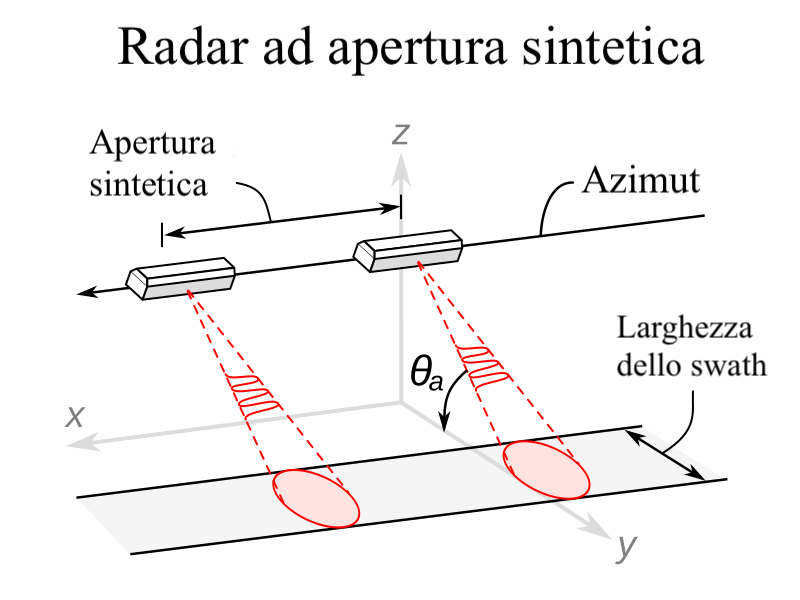
Schematizzazione del principio radar ad apertura sintetica

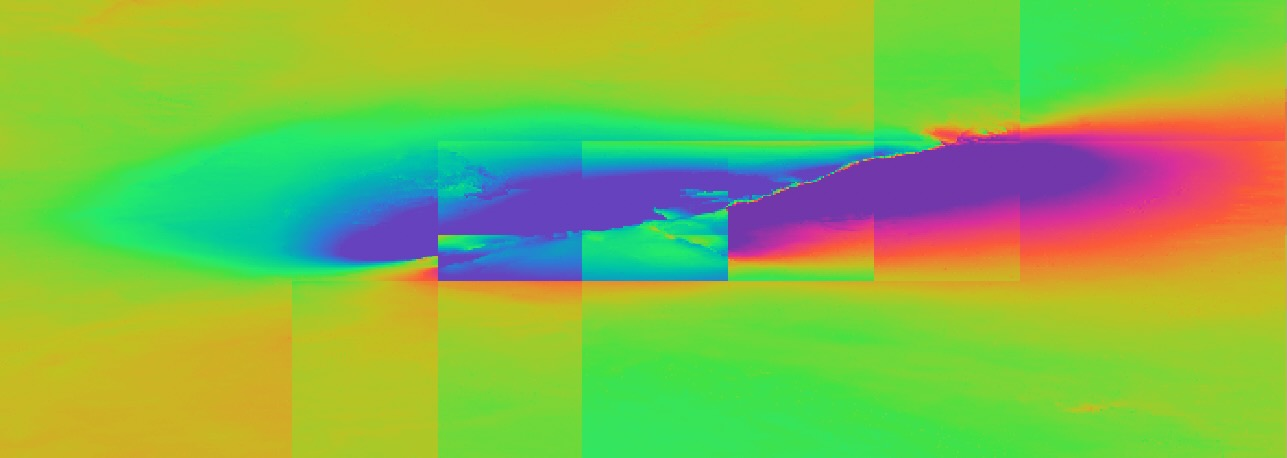
Risultato del phase unwrapping per il terremoto di Ridgecrest, Stati Uniti

L'interferogramma rappresenta l'ultimo passaggio di un procedimento ben più ampio, caratterizzato da una serie di operazioni da svolgere in maniera metodologica al fine di ottenere solo la porzione della fase associata alla misurazione di interesse. Questi passaggi possono essere riassunti come segue.
- Correzione delle orbite. Viene definita la relazione tra le coordinate immagine e oggetto, con lo scopo di migliorare l'accuratezza dei successivi passaggi basati sulla loro calibrazione.
- Debursting. Le immagini SAR sono solitamente composte da più swaths (fette verticali che compongono l'intera immagine) e bursts (fette orizzontali in ciascun swath) delimitati da bordi neri; questo passaggio serve a rimuoverli per ottenere quindi un'immagine unica.
- Coregistrazione. Le due immagini sono coregistrate utilizzando una procedura basata sulla correlazione in modo tale da trovare lo sfasamento di una rispetto all'altra. Questa quantità viene quindi utilizzata per traslare l'immagine, la quale viene poi ricampionata così che entrambe abbiano ciascun pixel riferito alla stessa area a terra.
- Essendo, quindi, le immagini, corrette rispetto agli errori modellabili e riferite allo stesso sistema di coordinate, l'interferogramma può essere calcolato come differenza tra le fasi delle due immagini. È prassi comune poi filtrare il risultato in modo tale da rimuovere il rumore residuo.
- Geocodifica (dall'inglese Geocoding). Viene utilizzato un modello di elevazione digitale per rimuovere le distorsioni geometriche e viene georeferenziata l'immagine rispetto ad un sistema di coordinate.[16]

Nel caso in cui si voglia poi giungere ad una determinazione quantitativa della deformazione, la fase deve essere srotolata (phase unwrapping, in inglese) in modo tale da ricostruire lo spostamento totale, sommando i valori contenuti in ciascuna frangia dell'interferogramma. Questo passaggio è particolarmente critico in quanto gli algoritmi disponibili non sono sempre stabili ed efficienti.

## Persistent Scatterer InSAR
L'interferometria basata sui Persistent Scatterers (PSs) (in italiano riflettori consistenti) rappresenta una specifica classe delle tecniche DInSAR, basata sull'utilizzo di più immagini SAR acquisite sullo stesso territorio, opportunamente elaborate per separare la componente della fase associata allo spostamento (deformazione) dagli altri contributi.

### Pre-elaborazione
L'analisi a Persistent Scatterers si basa sull'utilizzo degli interferogrammi, in particolare uno per ciascuna epoca di interesse, per l'ottenimento di serie temporali associate a riflettori consistenti nel tempo. Questi interferogrammi, sono ottenuti secondo quanto descritto nella sezione precedente e rappresentano, appunto, il risultato della fase di pre-elaborazione. È importante sottolineare come per ottenere risultati validabili sia necessario avere a disposizione un numero non inferiore a venti interferogrammmi.

### Elaborazione

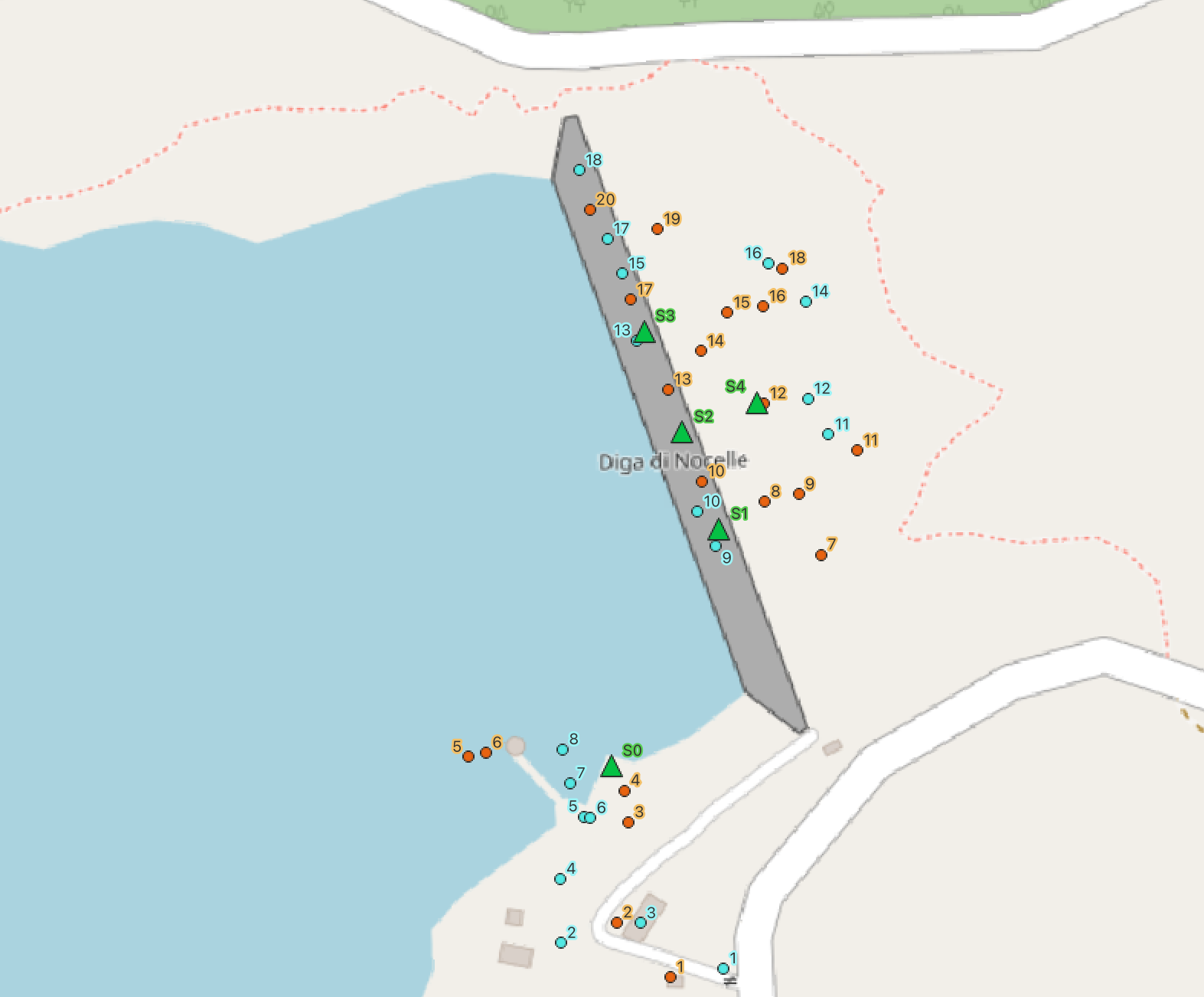
Riflettori naturali (PSs) individuati per una diga in Italia

Questa procedura è basata sull'identificazione di pixels che sono in grado di rimanere coerenti lungo l'intero periodo di studio. Questo, in altre parole, significa essere in grado di identificare lo stesso oggetto in tutte le immagini della serie temporale. Questi oggetti sono solitamente caratterizzati da una capacità riflettente dominante rispetto alle altre entità presenti nei dintorni e possono avere dimensioni anche minori di quelle della corrispondente cella di risoluzione. Sebbene questa sia una metodologia abbastanza recente, diversi algoritmi sono stati sviluppati nel corso degli anni, basati su diversi metodi di selezione dei pixel (come la coerenza e la dispersione dell'ampiezza) e dell'immagine di riferimento (basi corte, small baselines in inglese, o singola master). Alcuni di questi algoritmi sono gratuitamente disponibili online, come StaMPS, mentre altri sono protetti da brevetto, come SqueeSARTM, per citarne alcuni. Il risultato, indipendentemente dal tipo di procedura scelta, è rappresentato dalle serie temporali per ciascun PS dove per ogni epoca è calcolato lo spostamento lungo la linea di vista del satellite, rispetto all'immagine scelta come riferimento per il calcolo degli interferogrammi. Un aspetto da non sottovalutare è che queste elaborazioni possono richiedere molto tempo per la loro esecuzione, data la grande mole di dati in input.

### Decomposizione dello spostamento

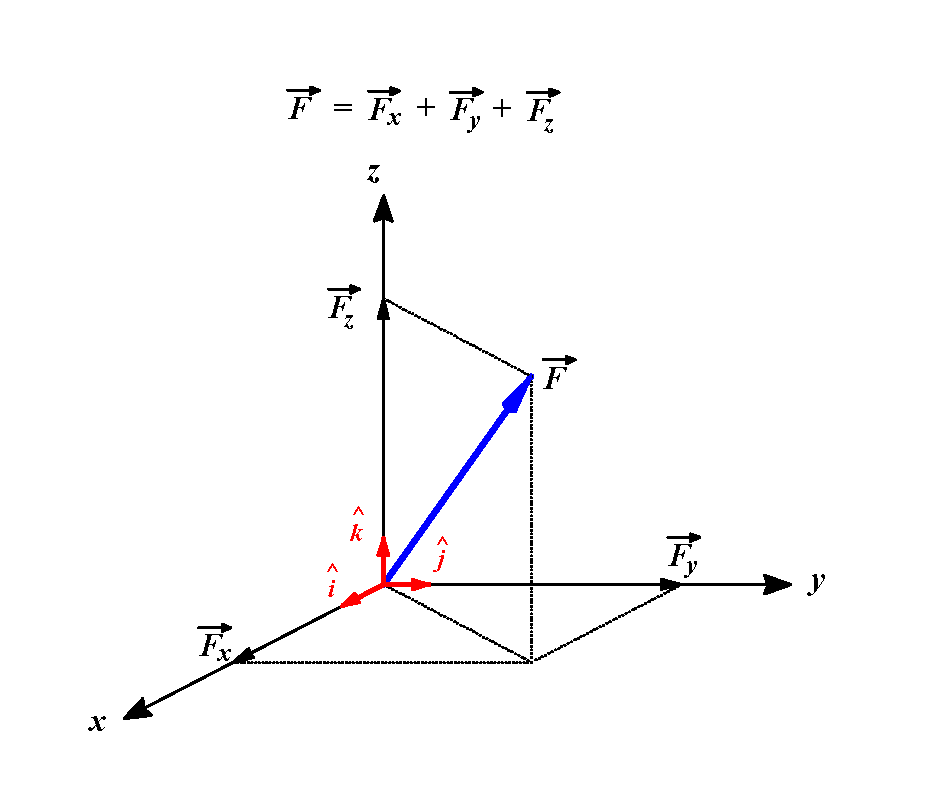
Decomposizione dello spostamento in 3D

Quanto riportato finora è da considerarsi valido per ciascuna orbita - ascendente o discendente che sia - del satellite, e pertanto, l'intera procedura deve essere svolta in maniera indipendente in quanto varia la geometria di osservazione della Terra. Questi dati provenienti da due diverse direzioni di acquisizione possono essere combinati in modo tale da ricostruire lo spostamento totale lungo le direzioni verticale ({\displaystyle d_{u}}) e est-ovest ({\displaystyle d_{e}}). Per quanto riguarda, invece, lo spostamento lungo la direzione nord-sud ({\displaystyle d_{n}}) esso è di difficile stima. Avendo infatti a disposizione solamente due geometrie di osservazione non è possibile direttamente scomporre i due vettori lungo tre componenti. Ciò è fatto applicando la seguente formula, funzione degli angoli di incidenza ({\displaystyle \theta }) e di moto rispetto al nord ({\displaystyle \alpha }).
{\textstyle d_{los}={\begin{bmatrix}cos(\theta ))&-sin(\theta )cos(\alpha )&sin(\theta )sin(\alpha )\end{bmatrix}}{\begin{bmatrix}d_{u}\\d_{e}\\d_{n}\\\end{bmatrix}}}
Diverse tecniche sono proposte in letteratura per cercare di ovviare al problema della determinazione della componente {\displaystyle d_{n}}, ma essendo comunque di lieve entità il suo contributo nello spostamento complessivo, è spesso ignorata e assunta uguale a zero.

### Limitazioni
In primo luogo, la capacità di identificazione dei PSs è fortemente influenzata dalla disponibilità di immagini SAR per l'area di interesse, e quindi in modo diretto dai satelliti in orbita e dal loro tempo di rivisita. Un altro aspetto di fondamentale importanza è rappresentato dalla tipologia di oggetti e terreno presenti in corrispondenza del luogo di studio; infatti, è necessario che sia garantita la coerenza temporale nella riflessività dei target, soprattutto quando si utilizzando opere antropiche e naturali. Di contro, aree vegetate e bacini d'acqua rappresentano pessime scelte, dove, a causa della scarsa coerenza, risulta praticamente impossibile l'applicazione di questa metodologia. A questo problema si può ovviare introducendo dei riflettori radar (corner reflectors) in grado di garantire una risposta costante alla radiazione emessa dal satellite così da introdurre PSs noti a priori. Quando si considerano, invece, riflettori naturali, è necessario prendere in considerazione anche le proprietà termiche del materiale, in quanto dilatazioni e contrazioni termiche possono influenzare la stima della deformazione nel caso di misure di alta precisione. 

### Applicazioni
L'interferometria basata sui Persistent Scatterers trova applicazione in vari campi grazie alla sua versatilità e condizioni in-situ necessarie. Tra le più note si trovano:
- Monitoraggio di dighe.[25]
- Studi sulla subsidenza di aree urbane.[26]
- Monitoraggio di infrastrutture.[27]
- Verifica di edifici storici.[28]
- Studi sugli effetti di opere sotterranee.[29][30]
- Studi dei fenomeni franosi.[31][32]
- Studio dei vulcani.[33]
- Conseguenze dei terremoti.[34][35]